# Віктор (Монтана)
Віктор (англ. Victor) — переписна місцевість (CDP) в США, в окрузі Раваллі штату Монтана. Населення — 789 осіб (2020).

## Географія
Віктор розташований за координатами 46°24′58″ пн. ш. 114°8′57″ зх. д. / 46.41611° пн. ш. 114.14917° зх. д. (46.416122, -114.149243).  За даними Бюро перепису населення США в 2010 році переписна місцевість мала площу 1,16 км², уся площа — суходіл.

## Демографія
Згідно з переписом 2010 року, у переписній місцевості мешкало 745 осіб у 327 домогосподарствах у складі 183 родин. Густота населення становила 644 особи/км².  Було 357 помешкань (308/км²).
Расовий склад населення:
| - 94,2 % — білих - 1,5 % — корінних американців - 0,4 % — чорних або афроамериканців - 0,3 % — азіатів - 0,1 % — вихідців з тихоокеанських островів |

До двох чи більше рас належало 3,2 %. Частка іспаномовних становила 1,9 % від усіх жителів.
За віковим діапазоном населення розподілялося таким чином: 24,3 % — особи молодші 18 років, 61,1 % — особи у віці 18—64 років, 14,6 % — особи у віці 65 років та старші. Медіана віку мешканця становила 38,3 року. На 100 осіб жіночої статі у переписній місцевості припадало 100,3 чоловіків;  на 100 жінок у віці від 18 років та старших — 102,2 чоловіків також старших 18 років.
Середній дохід на одне домашнє господарство  становив 32 349 доларів США (медіана — 30 324), а середній дохід на одну сім'ю — 33 423 долари (медіана — 31 597). За межею бідності перебувало 31,2 % осіб, у тому числі 48,1 % дітей у віці до 18 років та 0,0 % осіб у віці 65 років та старших.
Цивільне працевлаштоване населення становило 364 особи. Основні галузі зайнятості: роздрібна торгівля — 47,3 %, науковці, спеціалісти, менеджери — 22,0 %, мистецтво, розваги та відпочинок — 10,4 %, освіта, охорона здоров'я та соціальна допомога — 10,4 %.